# Hans Klein
Hans Klein, parfois surnommé « Johnny », est un homme politique ouest-allemand puis allemand membre de l'Union chrétienne-sociale en Bavière (CSU), né le 11 juillet 1931 à Šumperk et mort le 26 novembre 1996 à Bonn.
Ancien conseiller de Ludwig Erhard du temps où celui-ci est chancelier, il est nommé par Helmut Kohl ministre fédéral de la Coopération économique en 1987 dans sa coalition noire-jaune, puis devient ministre fédéral avec attributions spéciales et porte-parole du gouvernement en 1989. Il renonce à cette fonction en 1991, à la suite de son élection comme vice-président du Bundestag, un poste qu'il occupe jusqu'à son décès.

## Biographie

### Jeunesse et formation
Il effectue le début de sa scolarité à Šumperk, mais est expulsé de Tchécoslovaquie en 1945, conformément aux dispositions des décrets Beneš. Sa famille s'installe alors à Heidenheim an der Brenz, en Allemagne, et il finit par y obtenir son certificat général de l'enseignement secondaire. Il apprend par la suite le métier de journaliste, puis obtient en 1950 une bourse d'études pour étudier l'histoire et les sciences économiques au Cooperative College de l'université de Leicester, en Angleterre.

### Carrière
Il commence à travailler en 1953 comme rédacteur en chef du Heidenheimer Zeitung, un journal local du Bade-Wurtemberg. En 1956, il devient correspondant à Bonn pour l'agence DIMITAG et le quotidien Hamburger Abendblatt. Il abandonne l'agence en 1958, et rejoint le service diplomatique du journal de Hambourg en 1959.
Cette année-là, il est engagé comme attaché de presse par les ambassades allemandes de Jordanie, de Syrie, d'Irak, et enfin d'Indonésie jusqu'en 1964. Il est par la suite désigné secrétaire de presse du chancelier Ludwig Erhard en 1965. Trois ans plus tard, il est nommé responsable de la presse des Jeux olympiques de Munich, qui doivent se tenir en 1972. À partir de là, il travaille comme journaliste indépendant.
Marié, père de trois enfants, il est enterré à Bernau am Chiemsee, en Bavière.

## Vie politique
Il rejoint l'Union chrétienne-sociale en Bavière (CSU) en 1972, et est élu député fédéral de Bavière au Bundestag quatre ans plus tard. En 1982, il est choisi comme porte-parole du groupe CDU/CSU sur la politique étrangère.
Hans Klein est nommé ministre fédéral de la Coopération économique dans la coalition noire-jaune dirigée par le chancelier Helmut Kohl le 12 mars 1987. Il change de poste dès le 21 avril 1989 pour devenir ministre fédéral avec attributions spéciales et chef de l'office de presse et d'information du gouvernement fédéral, faisant de lui le porte-parole du gouvernement. Il est alors le premier titulaire de ce poste à avoir rang de ministre. En 1990, il se présente aux élections municipales à Munich mais échoue dès le premier tour face au maire sortant, le social-démocrate Georg Kronawitter (en).
Réélu aux législatives de 1990, les premières à se tenir dans l'Allemagne réunifiée, il est élu vice-président du Bundestag sur proposition du groupe CDU/CSU le 20 décembre, et quitte le gouvernement le 18 janvier 1991. Il est réélu une ultime fois en 1994, conservant ses fonctions de vice-président jusqu'à sa mort, en 1996.